# Тонгариро (национальный парк)
Тонгариро (англ. Tongariro National Park) — самый старый национальный парк в Новой Зеландии, расположенный в центральной части Северного Острова. Парк является объектом природного и культурного наследия ЮНЕСКО.
В парке находится озеро Ротопунаму.

## История
Парк был создан в 1894 году, площадь 76.5 тыс. га.
В 1993 году Тонгариро стал первым объектом, относящимся к культурным ландшафтам, который был включен в Список мирового наследия согласно новым пересмотренным критериям. Горы на территории парка имеют культурное и религиозное значение для народа маори и символизируют духовные связи между этим сообществом и природой острова. В парке присутствуют активные и потухшие вулканы, для него характерен широкий диапазон экосистем.